# Ciidae
Ciides
Famille
Synonymes
- Cisidae Leach, 1819[2]

Les Ciidae (Ciides) sont une famille de coléoptères de la super-famille des Tenebrionoidea.

## Liste des genres, sous-familles, tribus et sous-tribus
Selon BioLib (14 juillet 2019) :
- sous-famille Ciinae Leach in Samouelle, 1819
  - tribu Ciini Leach, 1819
  - tribu Orophiini Thomson, 1863
  - tribu Xylographellini Kawanabe & Miyatake, 1996
    - sous-tribu Syncosmetina Lopes-Andrade, 2008
    - sous-tribu Xylographellina Kawanabe & Miyatake, 1996
      - genre Xylographella Miyatake, 1985

  - genre Acanthocis Miyatake, 1954
  - genre Anoplocis Kawanabe, 1996
  - genre Apterocis Perkins, 1900
  - genre Atlantocis Israelson, 1985
  - genre Ceracis Mellié, 1849
  - genre Cis Latreille, 1796
  - genre Cisarthron Reitter, 1885
  - genre Dichodontocis Kawanabe, 1994
  - genre Dimerapterocis Scott, 1926
  - genre Diphyllocis Reitter, 1885
  - genre Dolichocis Dolichocis Dury, 1919
  - genre Ennearthron Mellié, 1847
  - genre Euxestocis Miyatake, 1954
  - genre Falsocis Pic, 1916
  - genre Hadreule C.G. Thomson, 1859
  - genre Hyalocis Kawanabe, 1993
  - genre Lipopterocis Miyatake, 1954
  - genre Malacocis Gorham, 1886
  - genre Neoapterocis Lopes-Andrade, 2007
  - genre Neoennearthron Miyatake, 1954
  - genre Nipponapterocis Miyatake, 1954
  - genre Nipponocis Nobuchi & Wada in Nobuchi, 1955
  - genre Octotemnus Mellié, 1847
  - genre Odontocis Nakane & Nobuchi, 1955
  - genre Orthocis Casey, 1898
  - genre Paratrichapus Scott, 1926
  - genre Paraxestocis Miyatake, 1954
  - genre Phellinocis Lopes-Andrade & Lawrence, 2005
  - genre Plesiocis Casey, 1898
  - genre Polynesicis Zimmerman, 1938
  - genre Porculus Lawrence, 1987
  - genre Ropalodontus Mellié, 1847
  - genre Scolytocis Blair, 1928
  - genre Strigocis Dury, 1917
  - genre Sulcacis Dury, 1917
  - genre Syncosmetus Sharp, 1891
  - genre Trichapus Friedenreich, 1881
  - genre Tropicis Scott, 1926
  - genre Wagaicis Lohse, 1964
  - genre Xylographus Mellié, 1847
- sous-famille Sphindociinae Lawrence, 1974
  - genre Sphindocis Fall, 1917
- genre Amphibolocis Lawrence, 2016
- genre Australocis Lawrence, 2016
- genre Ctenosis Lawrence, 2016
- genre Ditrichocis Lawrence, 2016
- genre Echinocis Lawrence, 2016
- genre Glyphidope Lawrence, 2016
- genre Malleecis Lawrence, 2016
- genre Notapterocis Lawrence, 2016
- genre Pseudeuxestocis Lawrence, 2016